# 女子かしまし物語
『女子かしまし物語』（じょしかしましものがたり）は、モーニング娘。23枚目のシングル。2004年7月22日に発売された。

## 概要
辻希美、加護亜依のモーニング娘。在籍時のラストシングル。各メンバーの性格・特徴・出身地などを題材にした楽曲。今作は木曜日に発売。モーニング娘。の楽曲として唯一パート割りが歌詞カードに記載。演奏時間は6分近くあり、モーニング娘。のシングルA面では最も長い曲となっている。その後、メンバーの加入・脱退に伴い、新たなヴァージョンが都度制作され、2021年現在まで長きにわたり歌われている。

## ミュージック・ビデオ
ミュージック・ビデオは通勤・通学中の設定でロケーション撮影は都電荒川線で実施。モーニング娘。の楽曲としてスタジオ外でMV撮影を実施したのは「ふるさと」以来。MVでは歌の順番の切り替わりをCGのモーフィングで繋いでいるほか、メンバーの苗字や名前になぞらえた架空の駅名が登場（藤ヶ本→里沙→新垣寺→辻十二丁目→小川三丁目→あさ美川→紺野→加護神社→高橋医院前→辻林→吉澤→梨華→石野川→矢之口→飯田→田ン中→道ノ重→絵野→亀井車庫前）。

## 収録曲
全作詞・作曲：つんく
1. 女子かしまし物語
編曲：鈴木Daichi秀行
2. がんばれ 日本 サッカー ファイト!
編曲：小西貴雄
3. 女子かしまし物語 (Instrumental)

## 参加メンバー
- 1期：飯田圭織
- 2期：矢口真里
- 4期：石川梨華、吉澤ひとみ、辻希美、加護亜依
- 5期：高橋愛、紺野あさ美、小川麻琴、新垣里沙
- 6期：藤本美貴、亀井絵里、道重さゆみ、田中れいな

## 参加ミュージシャン
- 鈴木Daichi秀行 - プログラミング&ギター&ベース (1)
- 竹上良成 - ブラスアレンジ (1)、サックス (1,2)、フルート (2)
- 小林太 - トランペット (1)
- 河合わかば - トロンボーン (1)
- つんく♂ - コーラス (1,2)
- 小西貴雄 - プログラミング&キーボード (2)
- 鈴木正則 - トランペット (2)
- GENTA - パーカッション (2)
- 古屋"chibi"恵子 - コーラス (2)

## 収録アルバム
- 愛の第6感
- モーニング娘。 ALL SINGLES COMPLETE 〜10th ANNIVERSARY〜

## 派生
原曲発表後に、歌詞違いの派生曲がいくつか発表されている。
- 女子かしまし物語2 - アルバム『愛の第6感』に収録。すでに卒業していた辻、加護を除く12人のバージョンで、歌詞は全編新しいもの（テーマは「女の子の日常のあるあるネタ」）になっている。それぞれのパートをメンバー本人が歌唱し、つんくが各メンバーの名前を呼んでいる。アレンジは原曲と同一。
- 女子かしまし物語3 - アルバム『レインボー7』に収録。久住小春加入後の曲で、こちらも久住を含む全員の歌詞が新たに作成されたものになっている。「2」と同じく、歌詞のテーマは「女の子の日常のあるあるネタ」で、それぞれのパートをメンバー本人が歌唱し、つんくが各メンバーの名前を呼んでいる。伴奏部分のサックスがハーモニカに差し替えられたり、Aメロの歌い出し部分が加工されるなど、アレンジがやや変化している。また、つぶやきシローが紺野の話のオチにて「ささやき」としてゲスト参加している。
- 2008年春に行われたコンサート『モーニング娘。コンサートツアー2008春 〜シングル大全集!!〜』において、メドレー内の曲としてワンコーラスが歌われたが、この際の歌詞は「3」の発表後に加入した光井愛佳、ジュンジュン、リンリンの3人を含め全て新たに作成されたものとなった。歌詞の内容は、原曲と同じく各メンバーの性格などをネタにしたものになっている。また、メドレー内でワンコーラスの披露であったので、誰のパートが歌われるかは各公演毎に日替わりであった。なお、同公演を収録したDVDでの曲名は「女子かしまし物語」となっており、原曲と歌詞は違うものの新たなタイトルは与えられていない。
- 2009年秋に行われたコンサート『モーニング娘。コンサートツアー2009秋〜ナインスマイル〜』においても歌われたが、この際もメンバーの性格をネタにした新たな歌詞が書き下ろされている。なお、この公演を収録したDVDでも曲名は「女子かしまし物語」となっており、新たなタイトルは与えられていない。
- 2012年春に行われたコンサート『モーニング娘。コンサートツアー2012春〜ウルトラスマート〜』においても歌われたが、前年に新加入した9期生・10期生を含め全て新たな歌詞が書き下ろされた。なお、この公演を収録したDVDでも曲名は「女子かしまし物語」となっており、新たなタイトルは与えられていない。
- この他、ハロー!プロジェクトのコンサートにおいて、エルダークラブなどモーニング娘。以外のメンバーが歌った事例もある。この時は、歌唱メンバーに合わせたオリジナルの歌詞で歌われた。
- 女子かしまし物語 (2011ドリムス。Ver.) - ドリームモーニング娘。版。アルバム『ドリムス。①』に収録。メンバー10人の現況に合わせて新たな歌詞が書き下ろされている。アレンジは原曲と同一。
- 女子かしまし物語 (モーニング娘。'15 Ver.) - 2015年5月5日に中野サンプラザで行われたコンサートツアー内で公開されたバージョン。11期生、12期生を含め全て新たな歌詞が書き下ろされている。アレンジは原曲とほぼ同一。12期の野中美希のパートは英語詞となっており、Alisa Kが作詞を担当している。
- 女子かしまし物語 (モーニング娘。'17 Ver.) - アルバム『⑮ Thank you, too』に収録[2]。2016年加入の13期生、及び2017年にカントリー・ガールズと兼任となった森戸知沙希が新たに参加し、メンバー全員に改めて歌詞が書き下ろされている。また、森戸の加入前のコンサートでは女子かしまし物語 (モーニング娘。'17 春ツアーVer.)として[3][4]、工藤遥卒業後のモーニング娘。'18としてのコンサートでは女子かしまし物語 (モーニング娘。'18 Ver.)として[5]、それぞれのパートを除いたほぼ同一の歌詞のものが披露されている。'15バージョン同様、12期の野中美希のパートは英語詞となっており、Alisa Kが作詞を担当している。
- 女子かしまし物語 (モーニング娘。'21 Ver.) - 70thシングル『Teenage Solution/よしよししてほしいの/ビートの惑星』初回生産限定盤SP1に収録[6]。2019年加入の15期生が新たに参加し、メンバー全員に改めて歌詞が書き下ろされている。本楽曲では野中のパートは日本語詞のため、全編つんくによる作詞となっている。